# Инирга (село)
Инирга (рос. Ынырга) — село Чойського району, Республіка Алтай Росії. Входить до складу Иниргінського сільського поселення.
Населення — 515 осіб (2015 рік).